# پرشچپینه
شهر پرشچپینه (به روسی: Перещепине) در استان دنیپروپتروفسک در کشور اوکراین واقع شده‌است. جمعیت این شهر ۱۰٬۰۴۱ نفر است.

## نگارخانه

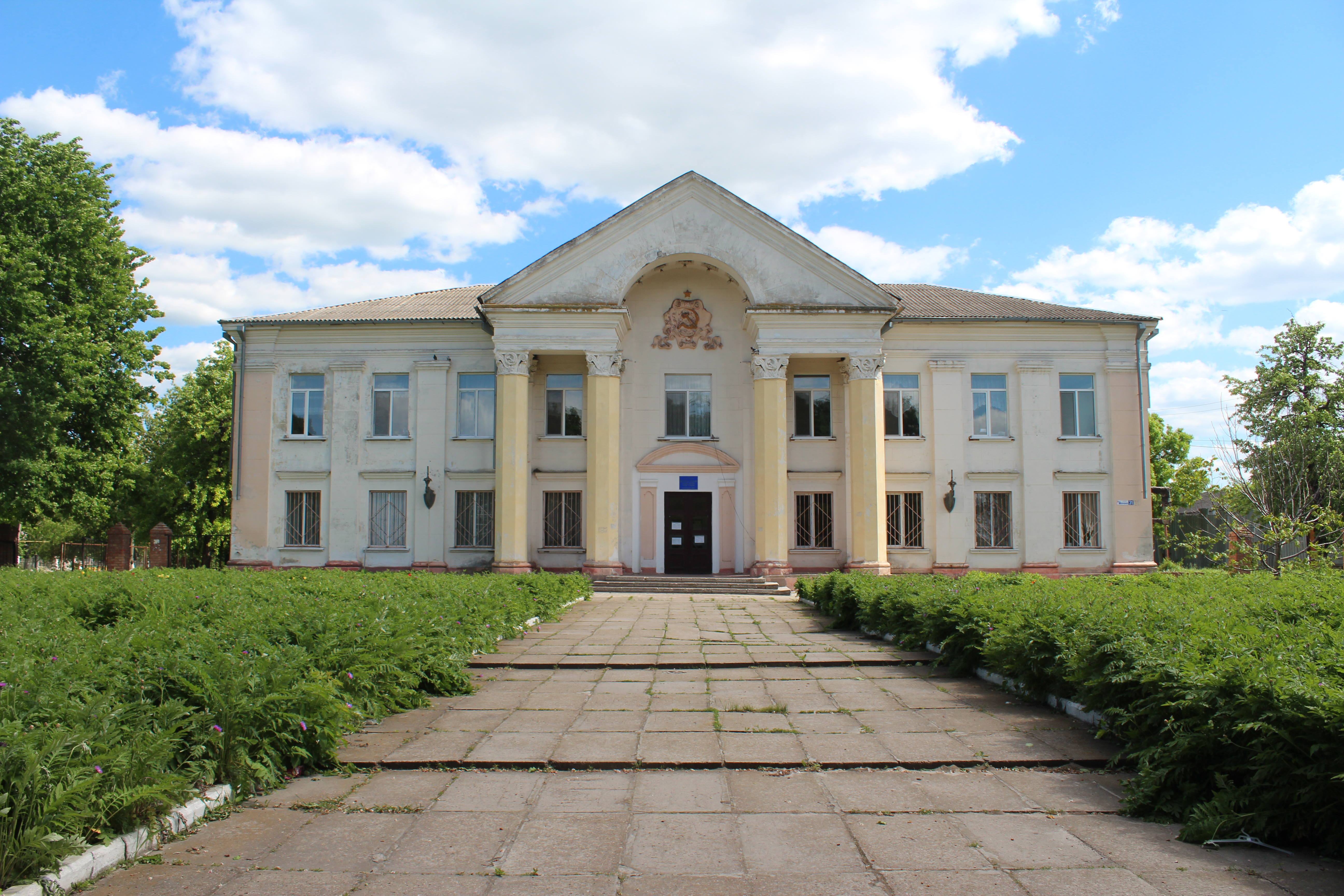
موسسه پزشکی خانواده
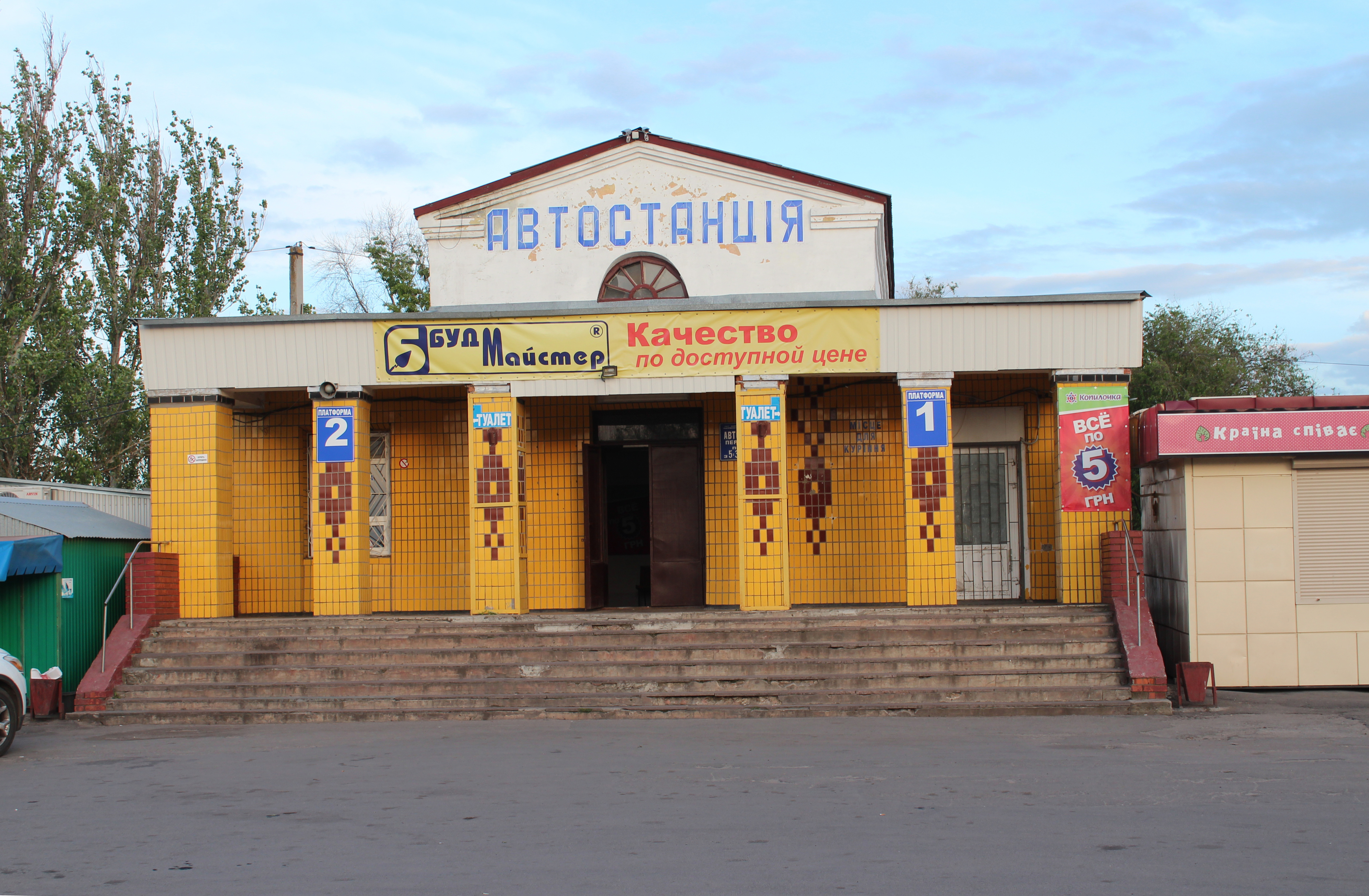
ایستگاه اتوبوس
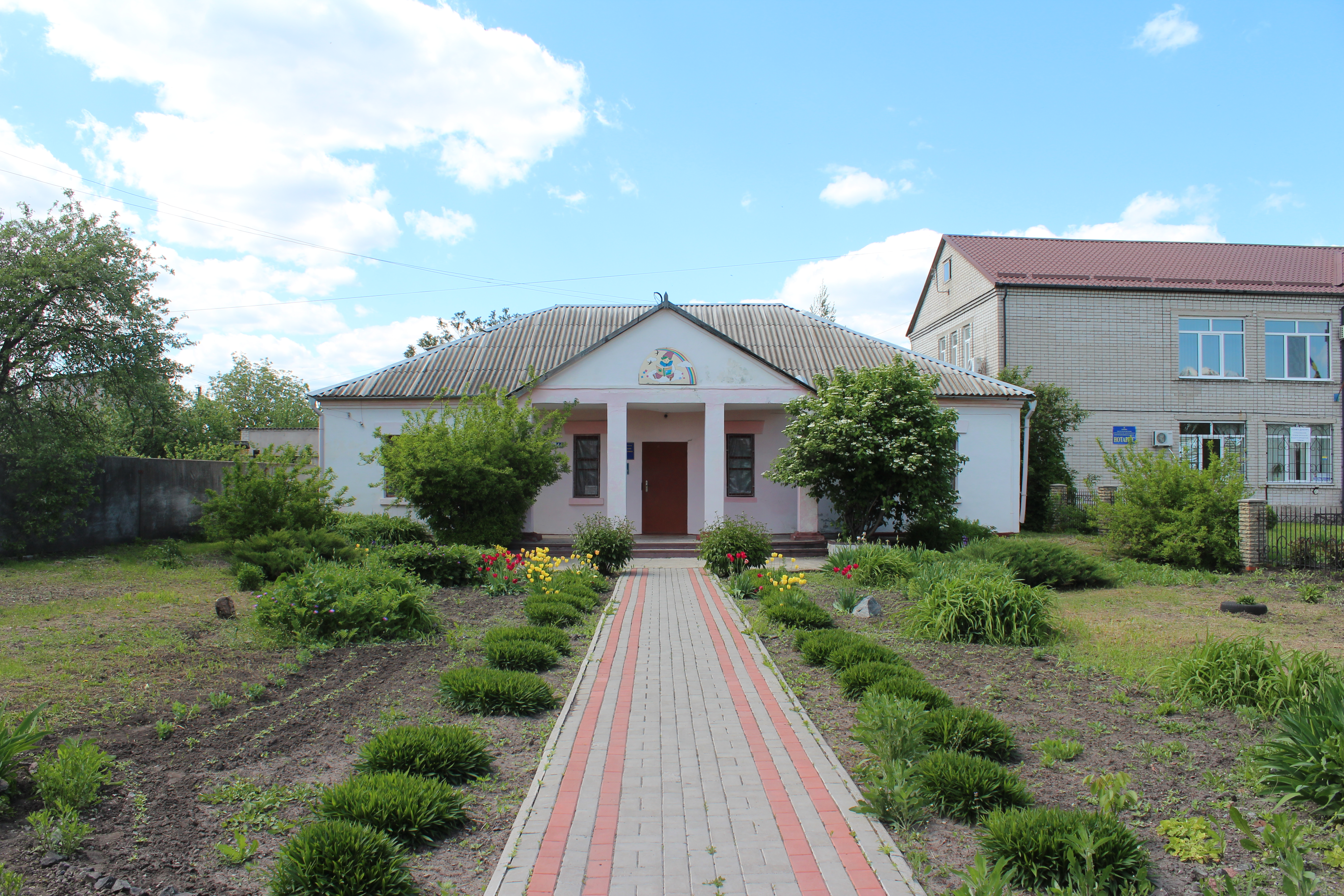
کتابخانه منطقه برای کودکان
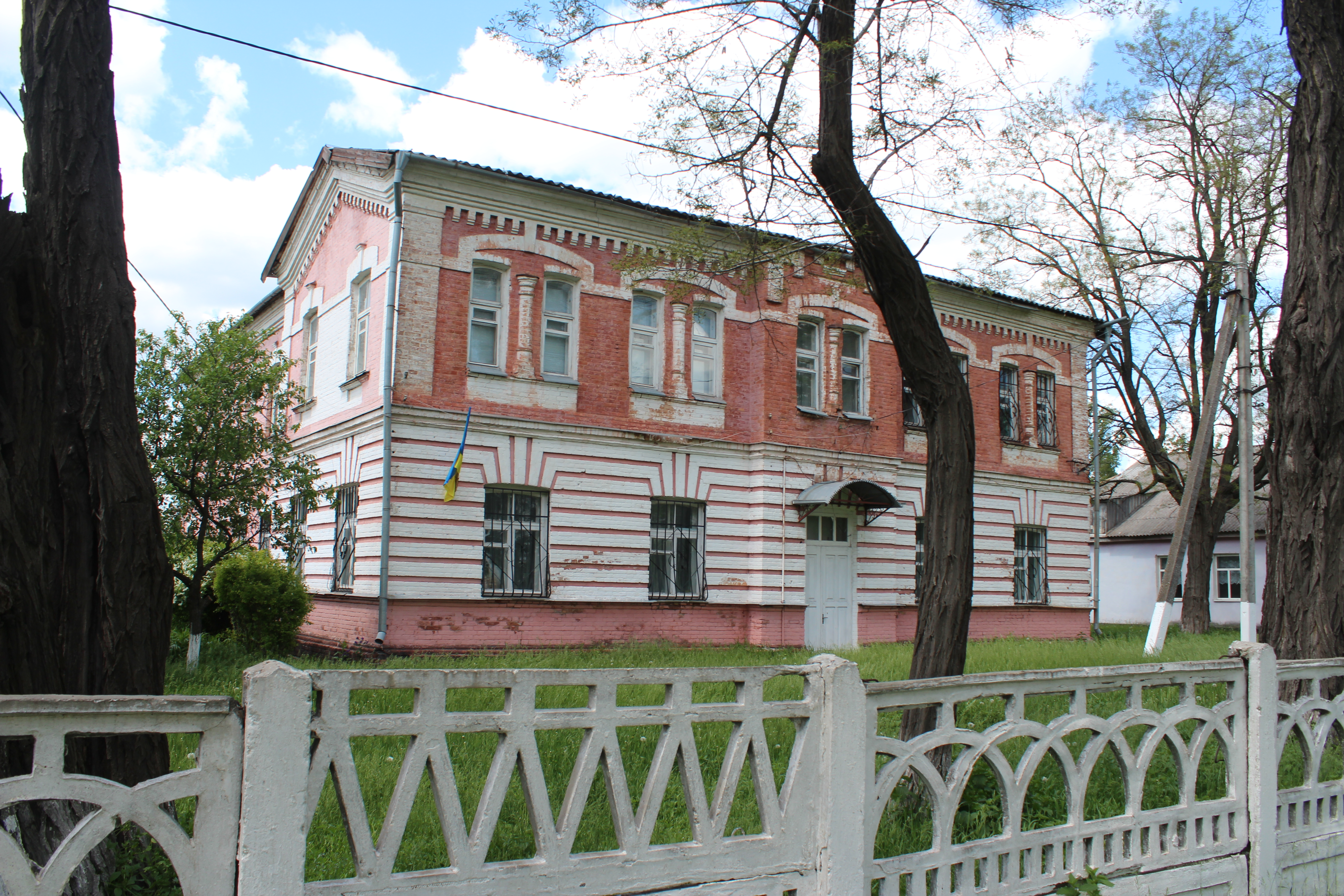
هنرستان فنی حرفه‌ای پرشجپینه
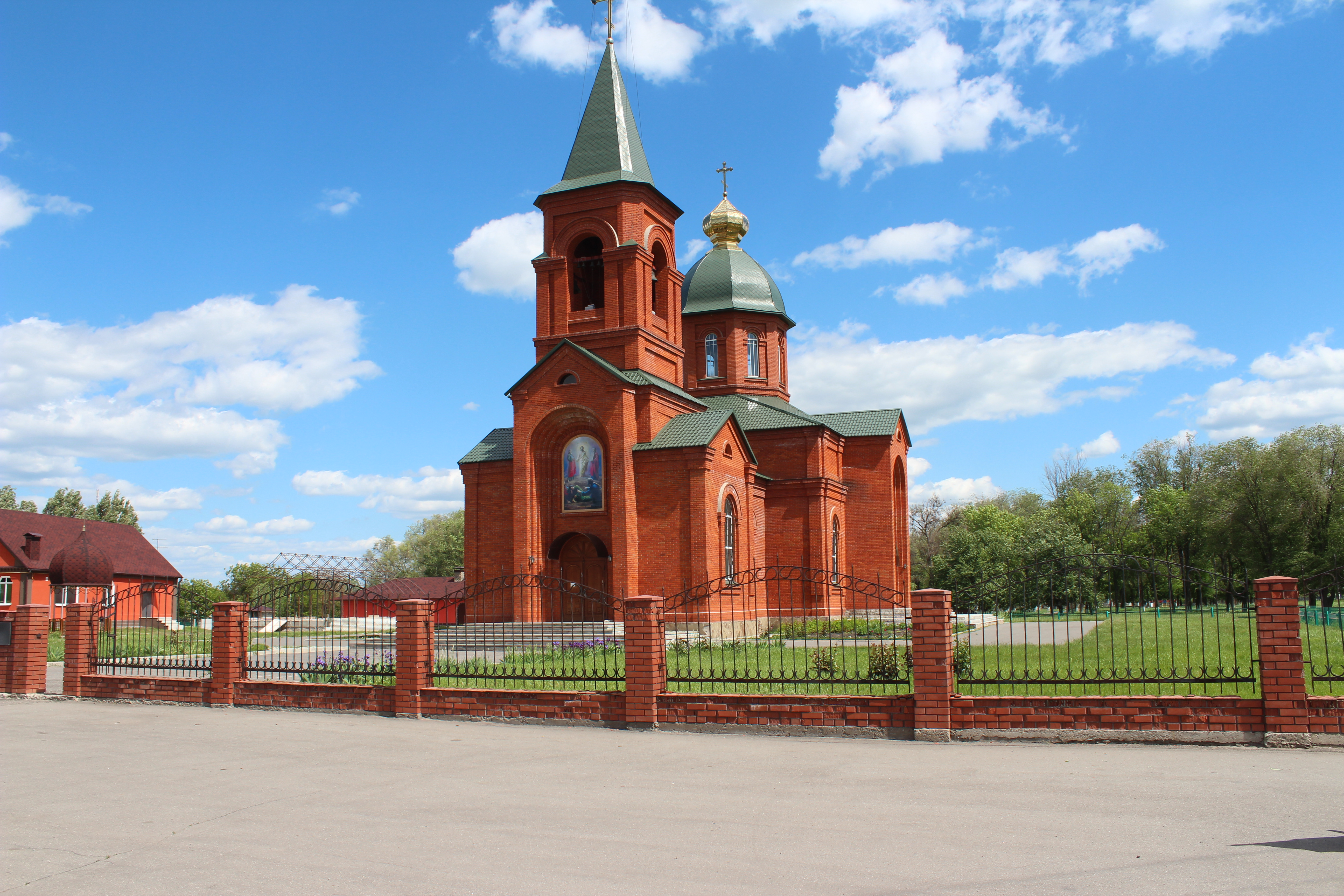
کلیسای تغییر شکل
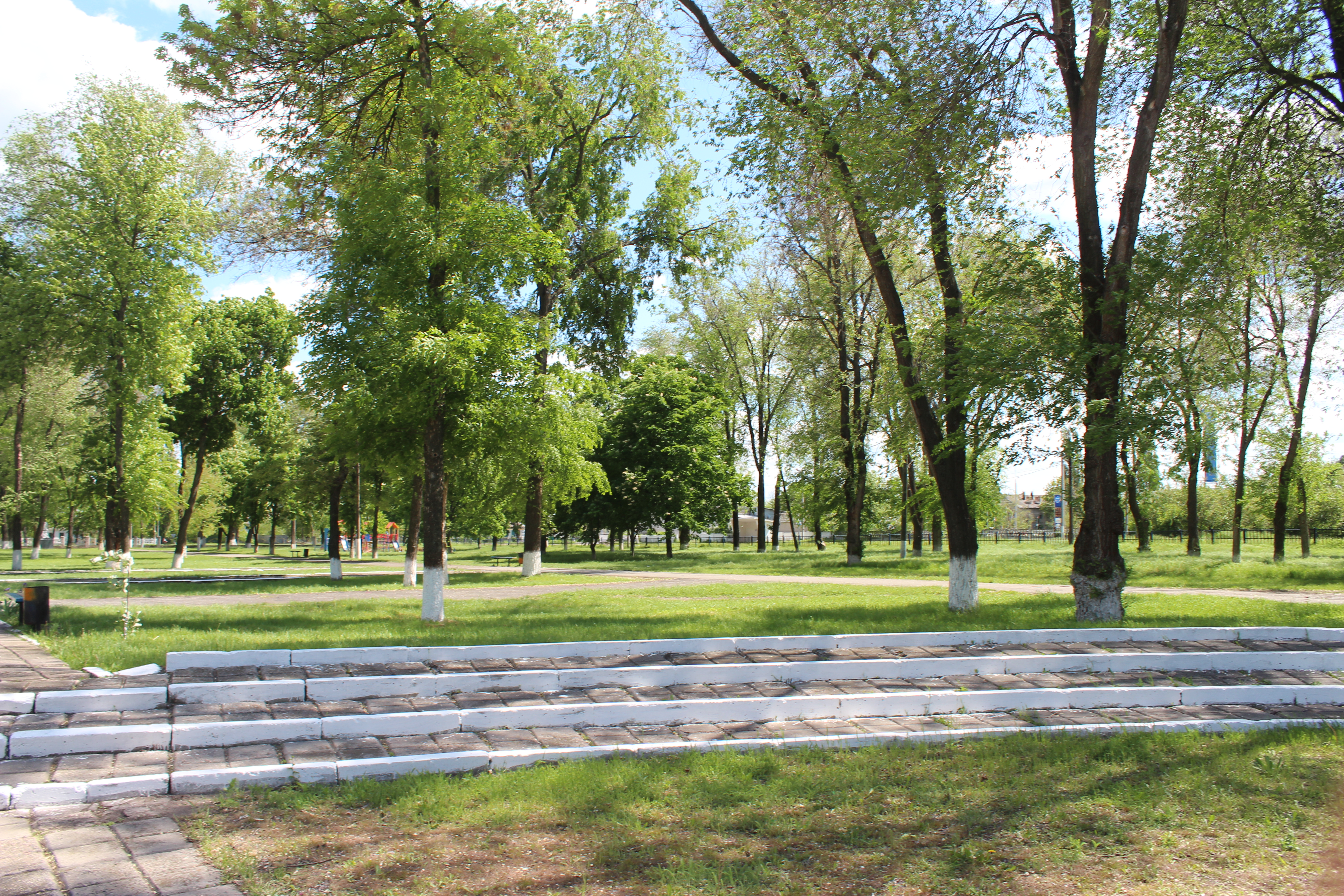
پارک شوچنکو در پرشچپینه